# First Love (Jennifer Lopez)
First Love è un brano della cantante statunitense Jennifer Lopez, pubblicato il 1º maggio 2014 come secondo singolo estratto dal suo ottavo album in studio A.K.A..

## Video musicale
Il video musicale ufficiale del brano, diretto da Anthony Mandler, è stato pubblicato sul canale VEVO della cantante il 29 maggio 2014. Girato in bianco e nero, il video è stato filmato nel deserto del Mojave in California, e ha come protagonista maschile a fianco a Jennifer Lopez il supermodello David Gandy, il quale ha affermato a proposito del progetto:

## Esibizioni live
La prima esibizione live del brano è stata eseguita da Jennifer Lopez il 18 maggio 2014 nel corso della ventiduesima edizione dei Billboard Music Award, evento nel quale le è stato conferito il premio Billboard Icon Award, diventando la prima donna a vincere tale premio. Il 21 maggio la Lopez ha eseguito nuovamente il brano durante la puntata finale della tredicesima edizione di American Idol, talent show a cui la cantante ha partecipato nel ruolo di giudice per il terzo anno. First Love è stato inoltre eseguito come pezzo d'apertura nel concerto gratuito che la Lopez ha tenuto il 4 giugno nel Bronx di New York, parte del tour promozionale dell'album A.K.A..

## Tracce
- Download digitale[6]

1. First Love – 3:35

## Classifiche
| Classifica (2014)            | Posizione massima |
| ---------------------------- | ----------------- |
| Corea del Sud                | 20                |
| Corea del Sud (download)     | 15                |
| Finlandia (airplay)          | 65                |
| Francia                      | 193               |
| Giappone                     | 80                |
| Irlanda                      | 79                |
| Italia                       | 41                |
| Regno Unito                  | 63                |
| Russia (airplay)             | 201               |
| Slovacchia                   | 50                |
| Stati Uniti                  | 87                |
| Stati Uniti (Dance)          | 1                 |
| Stati Uniti (Pop Songs)      | 21                |
| Stati Uniti (Rhythmic Songs) | 40                |